# Спасо-Преображенська церква (Ніжин)
Спасо-Преображенська церква — була зведена у Ніжині в 1757 році. У народі Спасо-Преображенську церкву прозвали «Тарасовою».

## Архітектура
Храм чотиристовпний, одноапсидний з розташуванням трьох куполів по одній подовжній осі (схід-захід), в основі плану хрестоподібна композиція. Вирішений у стилі українського бароко. Зовнішній декор представляють численні колонки, ніші, пілястри, виконані в цеглині в найкращих традиціях архітектури Лівобережної України.
Не менш цікавий інтер'єр храму, характер якого багато в чому визначають висотне розкриття простору і відкриті арки хорів. Спасо-Преображенський храм — досить рідкісний зразок дивовижного поєднання хрещатого об'ємно-просторового рішення з традиційним прийомом трьох глав (коли куполи розташовуються по одній осі).

## Історія
До побудови мурованої церкви, на цьому місці існувала дерев'яна Спасо-Преображенська церква. Перші відомості про неї відносяться до середини XVII сторіччя. У 1625 році польський король Сигізмунд III будує на місці старого Ніжинського городища міцний прикордонний форпост. Так на лівому березі річки Остер виникають укріплений дерев'яними стінами «Замок» та обнесене високим земляним валом «Старе місто».
Невдовзі оселі ніжинців та міські квартали з'явилися й на правому березі Остра. Виникає «Нове місто». Його населяли переважно місцеві козаки, які за часів Хмельниччини утворили «Новомєскую» сотню Ніжинського полку. Саме тоді у середині 17 ст. в «Новому місті» і з'явилась дерев'яна Спасо-Преображенська церква, яка простояла понад 100 років. Тривалий час у церкві зберігалась книга «Огородок» з повчальними духовними текстами, на якій містилась приписка від руки, про служіння в 1673 році у церкві «Новомєской».
В середині 18 ст. парафіяни Спасо-Преображенського храму вирішили побудувати нову муровану церкву. Її фундамент заклали поруч зі старою дерев'яною церквою. Новозбудований цегляний храм мав три престоли: головний — на честь Преображення Господнього, та два додаткових — на честь Введення Богородиці та Тихвінської ікони. У 18 ст. при храмі діяли школа та шпиталь, що утримувалися коштом громади та за рахунок пожертвувань.
Впродовж 1853—1857 рр. із західного боку храму прибудували теплу церкву з високою триярусною дзвіницею. Храм було розширено ще двома престолами. Тоді ж було змінено і зовнішній вигляд храму: стрункі барокові верхи замінили класичними напівсферичними. Усі ці роботи проводилися коштом відомого у Ніжині мецената і благодійника, купця 2-ї гільдії Михайла Степановича Біди.
У народі Спасо-Преображенську церкву прозвали «Тарасовою». 17 травня 1861 року на подвір'ї цього храму зупинилася похоронна процесія, що проводжала в останню дорогу Тараса Шевченка. Тут була відправлена велилюдна Панахида за Кобзарем.
Жалобну процесію, що супроводжувала труну біля міської застави урочисто зустріли представники міської інтелігенції, ремісники з розгорнутими цеховими прапорами й хоругвами, студенти ніжинського ліцею та гімназисти. Колісницю з труною провезли Московською вулицею та завезли за огорожу Спасо-Преображенської церкви. Після панахиди, яку відправили соборно ніжинські священики на чолі з протоієреєм Федором Бордоносом, студенти прикріпили до віка труни вінки й квіти. Церковна процесія супроводжувала труну з тілом Кобзаря через усе місто по Гоголівській та Київській (тепер вулиця Шевченка) вулицям до самої застави на Київському виїзді.
1991 року на пам'ять про цю сумну подію ніжинці встановили біля Спасо-Преображенського храму пам'ятний знак.
З 1924 р. в церкві правила службу Божу громада Української Автокефальної Православної Церкви. Після розправи 1930-х роках над громадою, комуністи добралися й до храму. Спасо-Преображенську церкву було закрито, а в ній розташували військовий склад. Як розповідають старожили, влітку 1941 р., коли з міста відходили підрозділи Червоної армії, то приміщення церкви разом з військовим майном просто спалили. А після війни, наприкінці 1950-х років, з допомогою вибухівки знищили.
Смертельна загроза нависла над самим Спасо-Преображенським храмом 1960 року, коли тодішній секретар Ніжинського міськкому компартії П. Чаус та голова виконкому міськради Л. Гузієнко звернулися до Голови Ради Міністрів УРСР з листом № 307, у якому повідомляли, що існуючі у Ніжині церковні споруди:
|  | ...своим внешним видом обезображивают город, что вызывает справедливое возмущение общественности |

Чиновники пропонували вирішити проблему нестачу коштів на реставрацію за допомогою бульдозерів. Рада Міністрів УРСР дозволу не дала.
У 1999 році руїни Спасо-Преображенського храму передано громаді УПЦ КП. З 2002 року розпочались відновлювальні реставраційні роботи.